# Astragalus gigantirostratus
Astragalus gigantirostratus es una especie de planta del género Astragalus, de la familia de las leguminosas, orden Fabales.

## Distribución
Astragalus gigantirostratus se distribuye por Irán.

## Taxonomía
Fue descrita científicamente por A. A. Maassoumi, A. Ghahreman, F. Ghahremani-Nejad & F. Matin. Fue publicada en Willdenowia 29(1–2): 222 (1999).